# Remaclo
Remaclo, o Rimagilo (... – Stavelot, 3 settembre 673 circa), è stato un monaco e missionario nelle Ardenne, abate e fondatore delle abbazie di Solignac, di Stavelot e di Malmedy, fu vescovo di Maastricht; è venerato come santo dalla Chiesa cattolica.

## Biografia
Nacque agli inizi del VII secolo in Aquitania, forse a Bourges, e venne educato presso la corte dei sovrani merovingi di Austrasia: fu poi discepolo di San Sulpizio il Pio, vescovo di Bourges, dal quale fu probabilmente ordinato sacerdote.
Attorno al 625 entrò come semplice monaco nell'abbazia di Luxeuil, nei Vosgi, fondata poco tempo prima da San Colombano. Sant'Eligio, che lo aveva conosciuto a corte nel 632, lo scelse come abate del monastero di Solignac.
Continuò comunque a frequentare la corte e divenne uno dei più fidati consiglieri di Sigeberto III, che gli affidò l'evangelizzazione della parte settentrionale del suo regno (Ardenne) ancora in larga parte pagana: nel 648 fondò nella regione due monasteri, a Stavelot e a Malmedy, di cui fu eletto abate; fu poi scelto come vescovo di Maastricht e venne consacrato nel 650, ma nel 662 preferì ritirarsi nella sua abbazia di Stavelot, dove si spense attorno al 673.

## Culto
Memoria liturgica il 3 settembre.
(Martirologio Romano)